# Robert M. Hazen

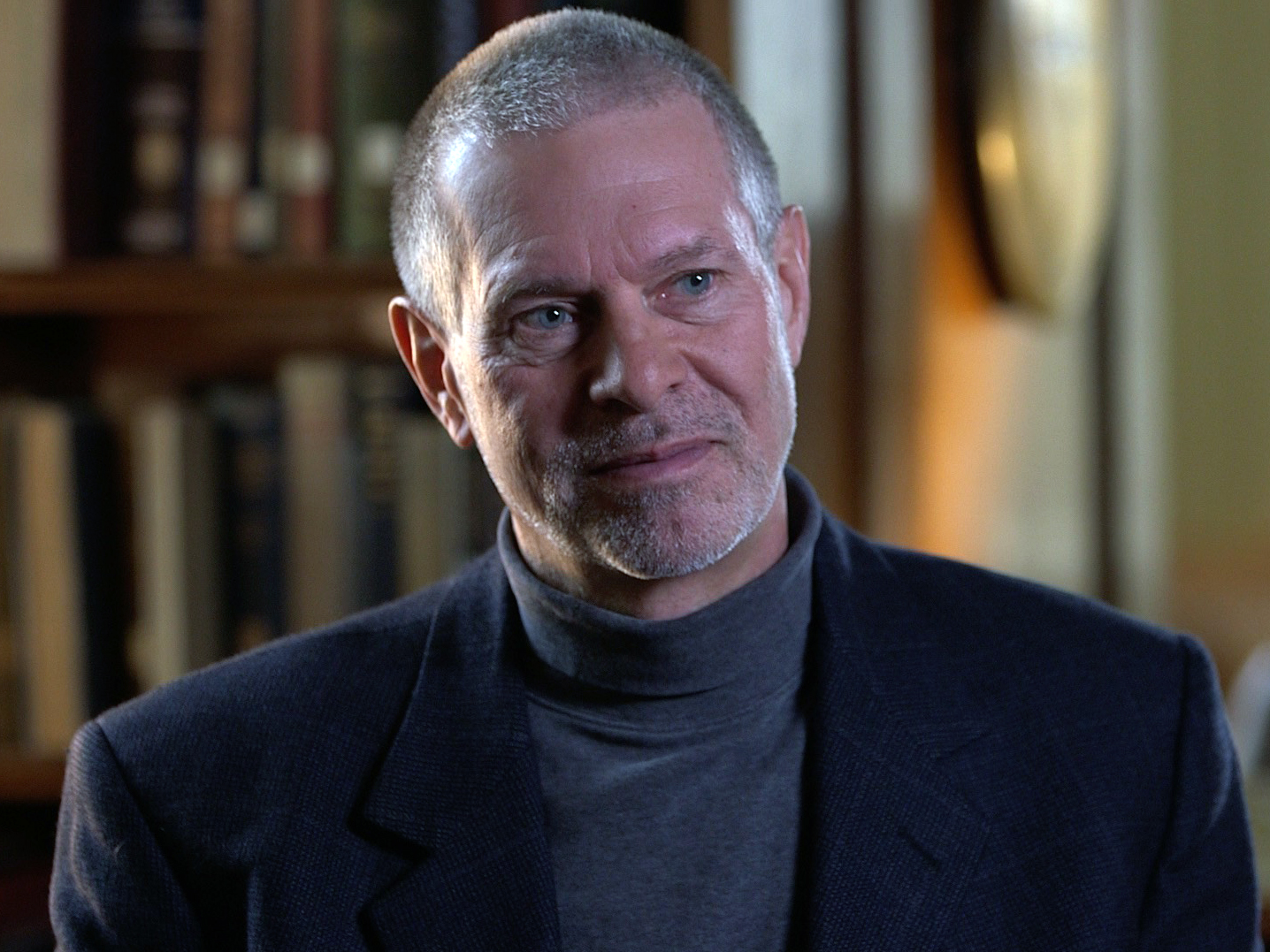
Robert M. Hazen

Robert Miller Hazen (* 1. November 1948 in Rockville Centre, New York (Bundesstaat)) ist ein US-amerikanischer Mineraloge, Kristallchemiker und Astrobiologe.
Hazen studierte am Massachusetts Institute of Technology mit dem Bachelor-Abschluss 1972 und wurde 1975 an der Harvard University in Mineralogie promoviert.  Als Post-Doktorand war er an der University of Cambridge. Ab 1976 war er am Geophysical Laboratory der Carnegie Institution in Washington, D.C. Außerdem war er ab 1989 Clarence Robinson Professor an der George Mason University.
Er entwickelte Röntgenbeugungstechniken für Einkristalle bei hohen Temperaturen und Drücken, befasst sich mit organischer Synthese bei hohen Drücken und dem Ursprung des Lebens aus Wechselwirkung organischer Moleküle mit Mineralien auf deren Oberflächen.
Von ihm stammen mehrere populärwissenschaftliche Bücher, zum Beispiel über die Entdeckung der Hochtemperatursupraleiter Ende der 1980er Jahre und den damals dadurch ausgelösten Forschungs-Boom und über die Hersteller künstlicher Diamanten. Er veröffentlichte auch historische Bücher mit seiner Ehefrau Margaret Hindle Hazen.
Er erhielt 1982 den Mineralogical Society of America Award, 1989 den Deems Taylor Award der ASCAP, den Elizabeth Wood Award für Science Writing und 1986 den Ipatieff Prize der American Chemical Society. Er war Präsident der Mineralogical Society of America und deren Distinguished Lecturer. 2016 erhielt er die Roebling Medal. 2019 wurde er als auswärtiges Mitglied in die Russische Akademie der Wissenschaften aufgenommen.
Ihm zu Ehren ist das Mineral Hazenit benannt.
Er spielt Trompete auf professionellem Niveau und spielte mit dem National Philharmonic und dem National Gallery Orchestra.

## Schriften
- Symphony in C : carbon and the evolution of (almost) everything. New York: W. W. Norton & Company 2019
- The Story of Earth, Viking 2012
- mit James Trefil:  Physics matters : an introduction to conceptual physics, Wiley 2004
- mit James Trefil:  Science Matters: Achieving Scientific Literacy, Anchor 2009
- mit James Trefil: The Sciences: An Integrated Approach, Wiley, 7. Auflage 2012
- mit Margaret Hindle Hazen: The Music Men: An Illustrated History of Brass Bands in America, 1800–1920, Smithsonian 1987
- mit Margaret Hindle Hazen: Wealth Inexhaustible: A History of American Mineral Industries to 1850, Van Nostrand Reinhold 1985
- mit Margaret Hindle Hazen: Keepers of the Flame: The Role of Fire in American Culture, 1775–1925, Princeton University Press 1992, 2014
- mit Maxine Singer: Why aren´t black holes black, Anchor Books 1997
- Genesis: the scientific quest for life’s origins, Washington: Henry Press 2005
- Herausgeber: High-temperature and high-pressure crystal chemistry, Mineralogical Society of America 2000
- The new alchemists : breaking through the barriers of high pressure, New York: Times Books 1993
- The Diamond Makers, Cambridge University Press 1999
- Kelvin 90: Der Wettlauf um den Supraleiter, Umschau Verlag 1989 (englisches Original: The breakthrough- the race for the superconductor, Summit Books 1988)
- mit Larry W. Finger: Comparative crystal chemistry : temperature, pressure, composition and the variation of crystal structure, Wiley 1982
- Herausgeber:  North American geology : early writings, Stroudsburg/Pennsylvania 1979
- Herausgeber: Carbon in Earth, Mineralogical Society of America 2013
- The poetry of geology, Unwin Hyman 1982